# In bocca al lupo!
In bocca al lupo è stato un gioco televisivo a premi, in onda su Rai 1 nella fascia preserale dal 21 settembre 1998 al 21 ottobre 2000. Ideato da Carlo Conti (che fu il conduttore nelle prime due edizioni, sostituito da Amadeus nella terza ed ultima edizione) e diretto da Jocelyn, il programma era scritto nella prima stagione da Giuliano Caputi, Mario D'Amico, Antonello Ronzoni e dagli stessi Jocelyn e Carlo Conti, mentre dalla seconda stagione al posto di Ronzoni c'era Adriano Vianello e nella terza e ultima Armando Perna, Amato Pennasilico e Amadeus (nei crediti come Amedeo Sebastiani) sostituiscono Caputi e D'Amico.

## Edizioni
| Edizioni | Inizio            | Fine            | Fascia oraria | Conduttore  | Regista | Puntate |
| -------- | ----------------- | --------------- | ------------- | ----------- | ------- | ------- |
| 1        | 21 settembre 1998 | 19 giugno 1999  | 18:35 - 20:00 | Carlo Conti | Jocelyn | 220     |
| 2        | 20 settembre 1999 | 24 giugno 2000  | 18:35 - 20:00 | Carlo Conti | Jocelyn | 230     |
| 3        | 11 settembre 2000 | 21 ottobre 2000 | 18:50 - 20:00 | Amadeus     | Jocelyn | 35      |

## Il programma
Il quiz prese il posto di Colorado - Due contro tutti, programma condotto nella precedente stagione proprio da Carlo Conti che aveva sostituito nel dicembre 1997 Alessandro Greco, e chiuso nonostante avesse risollevato, attraverso profonde modifiche, gli ascolti (da una media del 16% passò al 20-21%).
In bocca al lupo! andava in onda dal lunedì al sabato dallo Studio 3 del centro produzione Rai Nomentano di Roma: le prime due stagioni erano realizzate in diretta (ad eccezione della puntata del sabato), risultando uno dei pochi giochi a premi ad utilizzare la diretta quotidiana, ed ha segnato la definitiva consacrazione di Carlo Conti.
Oltre al conduttore, erano presenti nel programma diversi personaggi: anzitutto a fare da mascotte a Conti vi era "Lupo Giorgetto", che incontrò le simpatie dei bambini; l'astrologo Paolo Fox, protagonista della lettura dell'oroscopo quotidiano all'interno del gioco dello "Zodiaco", che gli regalò grande popolarità; Cloris Brosca alias la "Zingara", che durante la prima edizione di In bocca al lupo continuava a mostrare la famosa "Luna Nera"; Daniela Battizzocco, che dalla seconda edizione prese il posto della Brosca e il gioco della Zingara impersonando una sirena; un corpo di ballo costituito da ragazze di diverse nazionalità ed infine una band tutta al femminile denominata "Lupacchiotte" di cui facevano parte le cantanti Sabrina Marinangeli, Daniela Loi e Michela Tiziano.
La prima edizione ottenne straordinari indici di ascolto, arrivando al 35% di share giornaliero con 6 600 000 spettatori, costringendo alla chiusura il programma concorrente Superboll, condotto da Fiorello su Canale 5, e confermandoli anche con il nuovo competitor Passaparola, condotto a rotazione da Gerry Scotti e poi da Claudio Lippi.
Dopo due edizioni di grande successo di In bocca al lupo! andate in onda nelle stagioni 1998-1999 e 1999-2000, ne venne proposta una terza, che ha visto un cambio di conduzione: Carlo Conti passa a Domenica in ereditandola da Amadeus che, in un curioso scambio, passa a condurre il gioco preserale. Il programma si presenta con molte novità ai nastri di partenza, e Amadeus (affiancato da Donatella Pompadour) non riesce ad entrare nei suoi meccanismi scanzonati, apparendo un "pesce fuor d'acqua"; il programma ne risentì negli ascolti, tanto da essere superato da Passaparola di Gerry Scotti. Venne sospeso inaspettatamente il 21 ottobre 2000 e sostituito il 23 ottobre dello stesso anno da Quiz Show, sempre condotto da Amadeus e diretto concorrente di Chi vuol essere miliardario? in onda nello stesso periodo su Canale 5.
Della sospensione di In bocca al lupo! nessuno seppe nulla: la Rai non avvisò nemmeno il regista ed ideatore Jocelyn della decisione, tanto meno il resto del cast che, per il resto della stagione televisiva, venne arruolato proprio da Carlo Conti per la sua Domenica in.

## Meccanismo del gioco
Il programma nasce come versione "riveduta e corretta" di Colorado - Due contro tutti, il precedente gioco preserale di Rai 1 in onda dal gennaio al giugno 1998. Infatti alcuni dei giochi presenti in Colorado sono presenti, pur presentando delle modifiche, anche all'interno di In bocca al lupo!.
In ogni puntata partecipano 2 coppie divise in squadra azzurra e squadra gialla, assistite dai loro "supporter" (amici e parenti che potevano seguire i concorrenti e fare da pubblico alla trasmissione), coppie legate tra loro da qualsiasi vincolo, con l'obiettivo di conquistare la cifra più alta della puntata ed essere la coppia vincitrice.
Le 2 squadre si affrontavano in diverse prove.

### La pecora nera
Il gioco è diviso in 2 parti: nella prima parte le 2 squadre dovevano indovinare il titolo di 5 canzoni attraverso svariati tipi di quiz e prenotandosi con il pulsante. Per ogni titolo di canzone da indovinare sono in palio 300.000 lire. Nel corso della prima edizione vennero inserite le telefonate. Ogni qual volta le 2 squadre non indovinavano la canzone, le 300 000 lire in palio potevano essere vinte da un concorrente da casa.

Nella seconda parte, le 2 squadre devono indovinare quale delle 5 canzoni è la "pecora nera", ovvero quella che non c'entra nulla con le altre e, individuata, spiegare il perché non c'entra nulla. Le squadre hanno 2 tentativi a testa per risolvere il gioco, in un tempo massimo di 30 secondi di tempo durante il quale viene mandata in onda la canzone che è la "pecora nera". Il premio in palio parte da 3.000.000 di lire e diminuisce di 500.000 lire ogni 5 secondi.

### I cuccioli
Il secondo gioco vede protagonisti i bambini che spiegano, a modo loro, un oggetto misterioso che deve essere indovinato dai concorrenti. Anche in questo caso per ogni manche, le squadre hanno 2 possibilità di prenotazione. Chi indovina l'oggetto vince 1.000.000 di lire. Il gioco è ripetuto in 2 manche.

### Lo zodiaco
Il "Gioco dello zodiaco" è uno dei giochi ereditati da Colorado - Due contro tutti e vede la partecipazione dell'astrologo Paolo Fox, che legge, segno per segno, l'oroscopo del giorno dopo. Inizia il gioco la squadra con il montepremi più basso, che sceglie, a caso, uno dei 12 segni zodiacali. Possono accadere tre cose:
- il segno nasconde il Sole; ciò significa che per il segno scelto ci sarà una giornata positiva. Il SOLE consente di vincere 200.000 lire e di scegliere un altro segno zodiacale.
- il segno nasconde Saturno; ciò significa che per il segno ci sarà una giornata negativa. SATURNO non fa vincere nulla e fa perdere il turno di gioco, che passa alla squadra avversaria.
- il segno nasconde il volto di un personaggio famoso; ciò significa che per il segno ci sarà una giornata neutra. Il volto del personaggio famoso è legato ad una domanda di gossip: rispondendo correttamente, la squadra che l'ha scelto vince 500 000 lire e mantiene in mano il gioco potendo chiamare un altro segno, in caso di risposta negativa, la squadra non vince nulla e cede la mano alla squadra avversaria.

### I record
La trasmissione dà la possibilità alle persone da casa di poter scrivere il loro nome nel "Grande libro dei record" della trasmissione: si tratta di record casalinghi, di giochini presentati da persone comuni che vogliono comparire nella trasmissione. Il gioco dei record è diviso in due parti: nella prima viene presentata la gara e la persona che l'ha proposta la compie e stabilisce il tempo da battere. Nella seconda parte, giocata al rientro dopo il gioco della "Zingara" e il blocco pubblicitario contenente le previsioni del tempo, entrano in gioco le 2 persone che vogliono battere il record presentato prima: la squadra in svantaggio può scegliere a quale dei due concorrenti abbinarsi, lasciando l'altro concorrente alla squadra avversaria. Il concorrente che conclude per primo il record consente alla squadra cui è abbinato di vincere 1.000.000 di lire e, nel caso in cui riesce a battere anche il record stabilito dal "recordman", ovvero colui che l'ha proposto, vince 1.000.000 di lire anche per sé stesso.

### La zingara
Il gioco delle 7 carte che ha decretato il successo di Luna Park viene proposto anche all'interno di "In bocca al lupo". Il gioco si svolge nella maniera classica: la prima squadra a presentarsi dinanzi a Cloris Brosca è la squadra con il montepremi più basso; dinanzi a loro le 7 carte e, per ogni arcano svelato, l'indovinello sui modi di dire cui dare risposta. Ogni carta ha un valore doppio rispetto alla carta precedente (100.000 lire la prima carta, 200.000 lire la seconda, 400.000 lire la terza, 800.000 lire la quarta, 1.600.000 lire la quinta e 3.200.000 lire la sesta) e la squadra ha il compito di superare il montepremi della squadra avversaria prima di potersi fermare. Nel caso in cui dovessero scoprire la carta raffigurante la "Luna Nera", la squadra dimezza il suo montepremi e conclude la sua gara.

### Attenti al lupo
Protagonista di questo gioco, che prendeva lo spunto dall'omonimo brano interpretato nel 1990 da Lucio Dalla e decreta la squadra vincitrice della puntata, è una grande ruota divisa in 24 spicchi, posta in verticale, divisa in 6 gruppi di 3 spicchi con i colori delle due squadre (giallo e azzurro) e 6 spicchi che raffigurano il "lupo nero". A girare la ruota è una delle ragazze del corpo di ballo, scelta dalla squadra in vantaggio. Si procede con il primo giro di ruota e possono succedere 2 cose:
- la ruota si ferma su un colore: a seconda del colore, la squadra estratta (uno solo dei due componenti e alternati) deve rispondere ad un numero di cinque abbinamenti (cognomi-nomi, città di mare o montagna, trasmissione tv-conduttore, ecc. etc) a seconda del montepremi in palio. Se vi riesce si aggiudica il montepremi in palio, in caso contrario cede il montepremi alla squadra avversaria;
- esce il "lupo nero": se si tratta del primo "lupo nero" sorteggiato in tutta la partita, i montepremi di entrambe le squadre vengono dimezzati; dal secondo "lupo nero" in avanti, i montepremi di entrambe le squadre vengono azzerati.

A seconda del tiro, corrisponde un numero di abbinamenti e un montepremi crescente:
1° tiro: 100.000 lire (5 abbinamenti)

2° tiro: 200.000 lire (10 abbinamenti)

3° tiro: 400.000 lire (15 abbinamenti)

4° tiro: 800.000 lire (20 abbinamenti)

5° tiro: 1.600.000 lire (25 abbinamenti)

6° tiro: 3.200.000 lire (30 abbinamenti)

7° tiro: 5.600.000 lire (35 abbinamenti)
Il tempo a disposizione per le manche di gioco è di complessivi 3 minuti di tempo a scalare. Una volta che il tempo arriva a 30 secondi e il gioco dovesse interrompersi, i tiri successivi non vengono effettuati (poche volte infatti è stata fatta la manche da 5.600.000 lire) e la squadra con il montepremi più alto è la squadra vincitrice della puntata che partecipa da sola all'ultimo gioco.

### Due contro tutti
Il gioco finale del "Due contro tutti" è ereditato dal precedente "Colorado - Due contro tutti" e vede i due concorrenti della squadra vincitrice sfidare tutte le persone che, da casa, telefonano in trasmissione. Scopo del gioco è di arrivare a grattare una delle caselle di due tabelloni da nove caselle ciascuno e trovare la carta dell'asso, che consente loro di vincere il montepremi abbinato al tabellone.
Conti annuncia un sostantivo e compito sia dei concorrenti in studio che di quelli da casa è quello di indovinare l'aggettivo abbinato a quel sostantivo. In genere erano situazioni legate all'attualità. Ogni aggettivo sbagliato consentiva ai montepremi dei 2 tabelloni di aumentare di 200 000 lire fino a quando l'aggettivo viene indovinato. Chi indovina l'aggettivo può scegliere uno dei due tabelloni e una delle 9 caselle. Se si scopre l'asso si vince il montepremi di quel tabellone, se non viene scoperto l'asso, si procede con un nuovo sostantivo fino al termine della puntata.
In ogni caso, che la squadra finalista abbia vinto o no il montepremi, non tornava di diritto nella puntata successiva.

## Modifiche seconda edizione
Nel corso della seconda edizione il gioco, confermando il suo successo, non venne sostanzialmente modificato. Tuttavia vennero inserite alcune modifiche e 2 nuovi giochi:
- viene eliminato il gioco della Zingara, sostituito con il gioco della Sirena, interpretata da Daniela Battizzocco. Con la sirena, le 2 squadre giocano una partita di 7 e mezzo: la sirena dà ad entrambe le squadre una carta coperta dal valore variabile che può andare da 1/2 punto a 5 punti. Le due squadre si possono guadagnare le successive carte dicendo se le affermazioni proposte loro dalla sirena sono vere o false e, se false, dire il perché. Le squadre possono fermarsi quando vogliono e, al termine del gioco, viene scoperta anche la carta coperta. La squadra con il punteggio più alto vince 2 milioni di lire e, nel caso di 7 e mezzo, ulteriori 500 000 lire.
- viene eliminato anche il gioco dei Record, sostituito da un nuovo gioco, il Grillo canterino. Le due squadre giocano una per volta e i due componenti sono posti a due microfoni distanti tra loro: un concorrente è posto alle spalle di un tabellone su cui compariranno dei cantanti, l'altro concorrente invece, posto all'altro microfono e che quindi può vedere il cantante sul tabellone, deve far capire al suo compagno chi sia quel cantante, intonandone qualche canzone. Una volta individuato il cantante, i due concorrenti si cambiano di posto, svolgendo però la stessa prova. La squadra che in un minuto di tempo individua il numero maggiore di cantanti, vince 1 milione di lire.

## Spin-off
Tanto è stato il successo di In bocca al lupo che nel corso del programma sono stati creati speciali e trasmissioni quotidiane sempre condotte da Carlo Conti ed ispirate alla trasmissione. Si evidenziano:
- In bocca al lupo 1999, uno speciale in onda su Rai 1 il 30 dicembre 1998 in prima serata e dedicato alla lettura dell'oroscopo per l'anno 1999.
- In bocca ai lupi, uno speciale in onda su Rai 1 il 18 marzo 1999 in prima serata dopo il TG1 delle 20 e Il Fatto con la conduzione di Enzo Biagi in cui 2 squadre di personaggi famosi si affrontano per beneficenza nei giochi del quiz.
- Caccia al lupo, programma quotidiano in onda su Rai 1 dal 3 maggio al 4 giugno 1999 dal lunedì al venerdì alle 20:35 dopo il telegiornale delle 20:00, in cui le persone da casa devono indovinare un personaggio misterioso attraverso degli indizi forniti da Carlo Conti. La persona che lo indovina deve poi indovinare se questo personaggio è presente in studio o meno, anche se è un sosia.
- In bocca al lupo - l'oroscopo, programma quotidiano in onda su Rai 1 dal 25 ottobre 1999 al 14 gennaio 2000 alle ore 20:45 sempre dopo il telegiornale delle 20:00. La trasmissione è abbinata ad uno speciale biglietto della lotteria istantanea "gratta e vinci" distribuito dai Monopoli di Stato. Ogni sera viene fatta girare 6 volte una ruota con i 12 segni zodiacali. La combinazione estratta consente al biglietto che ha quella stessa combinazione di vincere un montepremi giornaliero di 100 milioni di lire. Nel caso in cui non vi sono vincitori, i 100 milioni si sommano a quelli del giorno successivo e così via, fin quando non vengono vinti. È la prima volta che un biglietto della lotteria istantanea "Gratta e vinci" viene abbinata ad una trasmissione televisiva.
- 2000 in bocca al lupo, uno speciale in onda su Rai 1 il 29 dicembre 1999 in prima serata dopo il telegiornale delle 20:00 e Il Fatto e dedicato alla lettura dell'oroscopo per l'anno 2000. Questo speciale ha vinto la serata con 7 298 000 e il 29,40% di share (con punte di oltre 8 milioni), superando di gran lunga il film Apollo 13 in onda su Canale 5, fermatosi a 4 302 000 e il 18.15%[7].

## Curiosità
- Qualche anno prima, più esattamente dall'inverno 1989 fino al marzo 1993, la Televisione della Svizzera Italiana (Tsi, sull'attuale Rsi La 1) ha proposto un game show con identico titolo (In bocca al lupo) e fascia oraria simile: andava infatti in onda dal lunedì al venerdì, dalle 18.25 fino a poco prima delle 19[8]. Anche il programma elvetico era di fatto un preserale, precedendo la fascia informativa e le proposte di prima serata[9]. La trasmissione, condotta a giorni alterni da Maristella Polli e Giuseppe "Bigio" Biaggi, è ancora oggi considerata tra i maggiori successi di sempre della Televisione Svizzera.
- I testi del gioco de La zingara erano scritti da Umberto Broccoli e Bruno Broccoli.

## Ascolti

### In bocca al lupo
| Puntata           | Telespettatori | Share  |
| ----------------- | -------------- | ------ |
| 21 settembre 1998 | 3 057 000      | 21,15% |
| 23 settembre 1998 | 2 920 000      | 20,46% |
| 24 settembre 1998 | 3 115 000      | 21,73% |
| 25 settembre 1998 | 3 391 000      | 23,09% |
| 2 ottobre 1998    | 3 629 000      | 24,94% |
| 8 ottobre 1998    | 3 927 000      | 24,7%  |
| 12 ottobre 1998   | 4 220 000      | 26,01% |
| 14 ottobre 1998   | 4 224 000      | 26,45% |
| 15 ottobre 1998   | 4 322 000      | 26,76% |
| 21 dicembre 1998  | –              | 31,0%  |
| 29 dicembre 1998  | 6 355 000      | 32,91% |
| 11 gennaio 1999   | 5 925 000      | 28,94% |
| 13 gennaio 1999   | 6 434 000      | 31,73% |
| 11 settembre 2000 | 3 470 000      | 26,31% |
| 14 settembre 2000 | 3 184 000      | 23,09% |
| 25 settembre 2000 | 3 534 000      | 21,65% |
| 3 ottobre 2000    | 4 137 000      | 23,35% |
| 4 ottobre 2000    | 4 182 000      | 23,75% |
| 11 ottobre 2000   | 4 466 000      | 24,39% |

### Caccia al lupo
| Puntata        | Telespettatori | Share  |
| -------------- | -------------- | ------ |
| 3 maggio 1999  | 6 020 000      | 22,28% |
| 17 maggio 1999 | 7 032 000      | 26,34% |

## Audience
| Edizione | Anno      | Telespettatori | Share  |
| -------- | --------- | -------------- | ------ |
| 1ª       | 1998-1999 | 4 876 000      | 28,23% |
| 2ª       | 1999-2000 | 5 155 000      | 28,0%  |

## Esportazione del format
Il format del programma, creato interamente in Italia è stato esportato anche in diversi paesi tra cui Francia, Germania, Turchia e, successivamente anche in Svizzera, Danimarca, Spagna e Argentina.